# Walter Cross Buchanan
Walter Cross Buchanan Lopez (* 29. April 1906 in San Luis de la Paz, Guanajuato; † 27. September 1977) war ein mexikanischer Ingenieur, Beamter und parteiloser Politiker, der unter anderem von 1955 bis 1958 Minister für Kommunikation und öffentliche Arbeiten beziehungsweise zwischen 1958 und 1964 Minister für Kommunikation und Verkehr war.

## Leben
Walter Cross Buchanan Lopez, Sohn des Ingenieurs Walter C. Buchanan, begann nach dem Schulbesuch ein Studium der Ingenieurwissenschaften an der Praktischen Schule für Maschinenbau und Elektrotechnik EPIME (Escuela Práctica de Ingeniería Mecánica y Eléctrica), die am 21. Mai 1932 zur Höhere Schule für Maschinenbau und Elektrotechnik ESIME (Escuela Superior de Ingeniería Mecánica y Eléctrica) des Nationalen Polytechnischen Instituts IPN (Instituto Politécnico Nacional) wurde. Er war ein Pionier in verschiedenen Technologiebereichen Mexikos, wie z. B. im Rundfunk, in der Landesverteidigung und bei der Etablierung des Studiums verschiedener Ingenieurdisziplinen wie Mechanik und Elektrizität, Elektronik und Raketentechnik. 1951 wurde er Beamter im Ministerium für Kommunikation und öffentliche Arbeiten und zwischen 1952 und 1955 Unterstaatssekretär in diesem Ministerium.
Als Nachfolger von Carlos Lazo Barreiro wurde er am 8. November 1955 zum Minister für Kommunikation und öffentliche Arbeiten (Secretario de Comunicaciones y Obras Públicas) in die Regierung von Präsident Adolfo Ruiz Cortines berufen und bekleidete dieses Ministeramt bis zum 30. November 1958. In der darauf folgenden Regierung von Präsident Adolfo López Mateos bekleidete er zwischen dem 1. Dezember 1958 und dem 30. November 1964 den Posten als Minister für Kommunikation und Verkehr (Secretario de Comunicaciones y Transportes). Er fungierte zudem zeitweise als Präsident des Verwaltungsrats von Radio Aeronautica Mexicana, S.A. und als Präsident der Nationalen Kommission für den Weltraum CNEE (Comisión Nacional del Espacio Exterior).

## Hintergrundliteratur
- Roderic Ai Camp: Mexican Political Biographies, 1935–2009, University of Texas Press, Austin 2011, ISBN 978-0-292-72634-5, S. 92 f.
- Manuel Quijano Torres: 200 AÑOS DE ADMINISTRACIÓN PÚBLICA EN MÉXICO. LOS GABINETES EN MÉXICO: 1821–2012, INAP 2012 (Memento vom 26. Januar 2022 im Internet Archive)